# Chionaspis corni
Chionaspis corni är en insektsart som beskrevs av Cooley 1899. Chionaspis corni ingår i släktet Chionaspis och familjen pansarsköldlöss. Inga underarter finns listade i Catalogue of Life.